# Barica (potok)
Barica je potok koji nastaje iz više izvora u samom gradu. Voda iz Barice se mogla piti sve do 1960-ih i početka nagle urbanizacije Uskoplja. Duga je manje od 2 km, a karakterizira je hladna voda.